# Hydrophorus alboflorens
Hydrophorus alboflorens är en tvåvingeart som först beskrevs av Walker 1849.  Hydrophorus alboflorens ingår i släktet Hydrophorus och familjen styltflugor. Inga underarter finns listade i Catalogue of Life.